# Jens Booysen

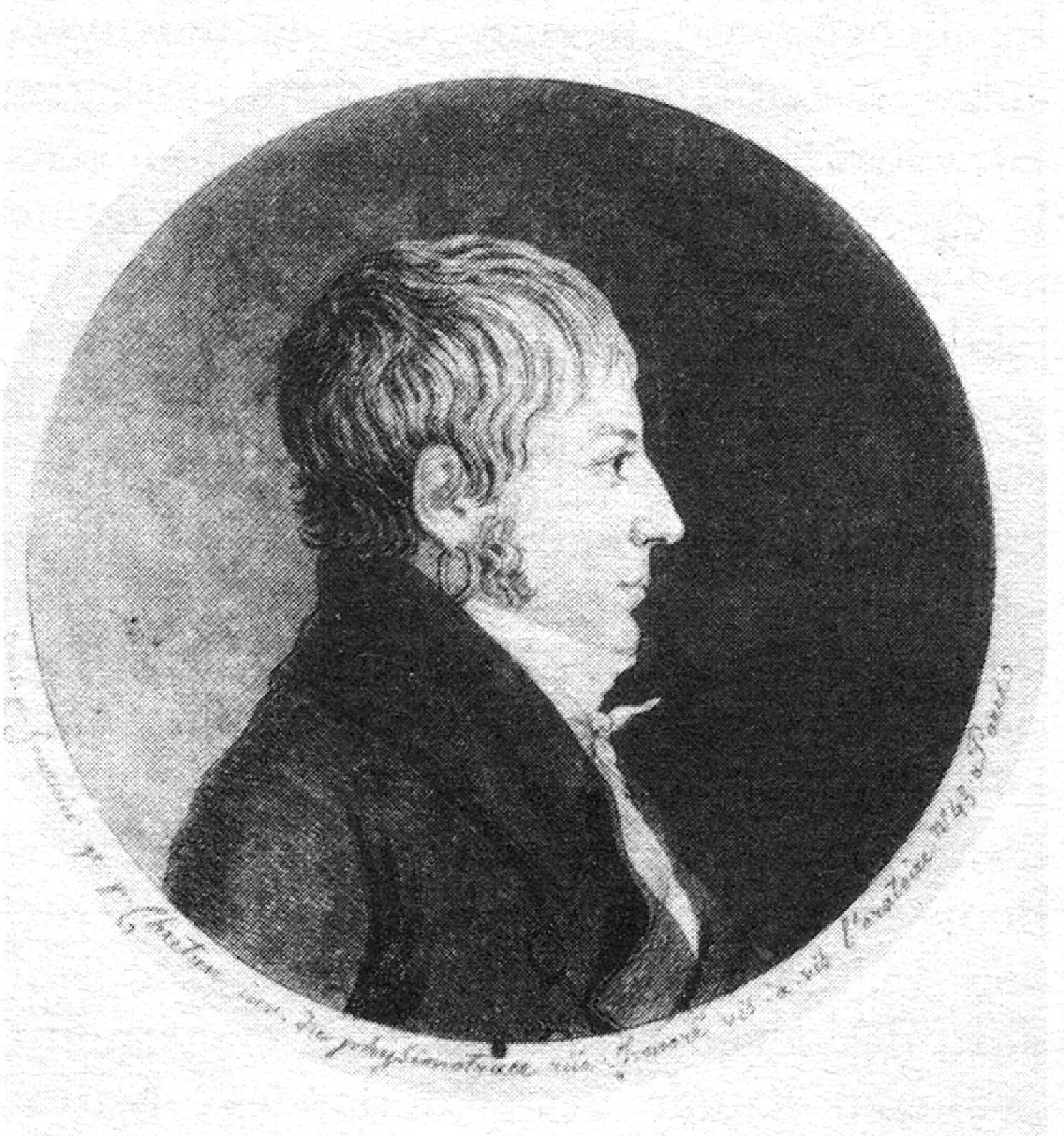
Jens Booysen, um 1800

Jens Booysen, auch Boysen, (* 22. August 1765 in Wenningstedt; † 9. März 1833 in Keitum) war ein nordfriesischer Kapitän, Landesbevollmächtigter und Chronist von Sylt. 

## Leben und Wirken
Jens Booysen war ein Sohn des Kapitäns und Sylter Ratmanns Nickels Bundes (Cornelius Boysen) (* 2. Oktober 1730 in Wenningstedt; † 1798 ebenda) und dessen Ehefrau Merrit, geborene Peters (* 17. Februar 1744 in Keitum; † zwischen 1791 und 1803 in Wenningstedt). Die Eltern hatten am 17. Februar 1762 in Kopenhagen geheiratet.
Booysen kam aus einer Familie von Seefahrern, die seit langer Zeit in den Norddörfern Sylts lebte. Er erhielt eine seemännische Ausbildung und arbeitete danach als Kapitän auf Schiffen der Hamburger Kauffahrtei. 1796 fuhr er unter anderem das Schiff „Wilhelmsburg“ des Reeders de Voß von Altona nach Surinam, wo er 1797 in die Großloge „Concordia“ eintrat. Franzosen und Engländer stoppten das Schiff wiederholt und hielten es fest. Booysen führte für den Reeder einen Prozess um das Schiff und dessen Ladung. Aus diesem Grund lebte er von 1798 bis 1806 ohne Unterbrechung in Paris.
Nachdem die Seefahrt aufgrund der Kontinentalsperre zum Erliegen gekommen war, beendete Booysen seine Aktivitäten in der Seefahrt und arbeitete auf Sylt. Aufgrund seiner Verdienste um das Kommunalwesen erhielt er 1817 den Dannebrogorden. Ab 1815 wirkte er 18 Jahre als Landesgevollmächtigter in der Selbstverwaltung der Landschaft Sylt und setzte sich insbesondere dafür ein, die Verfassung und Besteuerung der Landschaft zu reformieren. Er vertrat die Ansicht, dass alle bürgerlichen Einrichtungen auf eine gute Kommunalverfassung zurückzuführen seien.
Booysen trieb 1817 die Gründung des Sylter Vereins voran, aus dem später Bürgervereine entstanden. Als Unternehmer pachtete er 1819 gemeinsam mit anderen reichen Bürgern Austernbänke im Wattenmeer nahe Sylt. 1822 richtete er gemeinsam mit seinem Schwiegersohn am Nordstrand von Keitum einen kleinen Hafen ein, von dem die Austernflotte und Heringsschiffer verkehrten. 1868 stellte der Hafen den Betrieb ein, da er versandet war. Booysen und sein Schwiegersohn gründeten auch die Sylter Heringsfischereigesellschaft. Er hatte darüber hinaus eine Agentur der Londoner Lloyd Assecuranz-Compagnie.
1824/25 schrieb Booysen eine streng der zeitlichen Reihenfolge nach, nicht thematisch gegliederte Chronik von Sylt. Er verfasste Aufsätze, die im 1827 gedruckten Staatsbürgerlichen Magazin von Niels Nikolaus Falck zu finden sind. Aus dem Jahr 1828 stammt seine Beschreibung der Insel Silt, in der der Autor die Insel und deren Einwohner in den ersten rund dreißig Jahren des 19. Jahrhunderts beschrieb, als noch kein Fremdenverkehr existierte.

## Familie
Booysen heiratete am 26. Januar 1792 Sarah Petersen (* 5. September 1763 in Keitum; † 29. April 1835 ebenda). Das Ehepaar hatte einen Sohn namens Uwe Jens (1796–1816) und die Tochter Maria Engline (1794–1884), die in Keitum Jens Bleicken heiratete.